# صلاح عاشور
صلاح عاشور (عربی: صلاح عاشور؛ زادهٔ ۸ سپتامبر ۱۹۸۷) یک ورزشکار اهل مصر است.
از باشگاه‌هایی که در آن بازی کرده‌است می‌توان به باشگاه ورزشی کاظمه کویت و تیم ملی فوتبال مصر اشاره کرد.
وی همچنین در تیم ملی فوتبال مصر بازی کرده است.